# 汀角攀樹蟹
汀角攀樹蟹（學名：Haberma tingkok），是屬於相手蟹科的一種螃蟹。於香港的紅樹林發現，物種命名亦源於發現地點汀角，是迄今只在香港出現的特有種。汀角攀樹蟹是全球極少數能夠攀樹的螃蟹物種，也是該屬Haberma和於亞熱帶氣候生活的首個樹棲蟹種，其攀樹行為的進化途徑未明。現時整體數量不明。

## 外型
雄雌體型相約，身長約8-9毫米，身體扁平，主要是深棕色，有淡棕色斑紋。甲殼方形，足部幼長。螯為橙色，雄性的較粗大，雌性則比較幼。雄蟹第二和第三對步行足擁有特殊的鉤狀結構，可能是用作在交配時抓住雌性。

## 習性
生活於秋茄樹的枝幹。攀樹行為可能是因為水底空氣不足，或者逃避獵食者而於樹上生活。

## 發現
2016年，香港大學生物科學學院及太古海洋科學研究所轄下，紅樹林生態與進化實驗室的海洋生態學家發現了這個新蟹種。發現地點為大埔吐露港海岸，汀角紅樹林，海圖基準面上約1.5至1.8米的樹枝上，當處亦被評定為具特殊科學價值地點。這個新物種是香港首種會攀樹的微型蟹，即樹棲蟹。這次新發現肯定了紅樹林仍然存有豐富的生物多樣性，即使是位於高度城市化地區。
此物種是第二種由香港描述的紅樹林特有蟹種，第一種是在1975年所發現的帕氏假相手蟹（Pseudosesarma patshuni）。

## 流行文化
「汀角攀樹蟹」一名容易令人聯想起香港90年代經典劇集《大時代》的男主角「丁蟹」之名，坊間和媒體報導也會以此作噱頭。

## 腳註
1. ↑  Cannicci, S. & Ng, P.K.L. 2017. A new species of micro-mangrove crab of the genus Haberma Ng & Schubart, 2002 (Crustacea, Brachyura, Sesarmidae) from Hong Kong. ZooKeys 662: 67—78. doi:10.3897/zookeys.662.11908. （英文）
2. ↑  phys.org （页面存档备份，存于） 2017-03-21. （英文）
3. ↑  HKU marine ecologists name the first endemic tree-climbing crab, Haberma tingkok, from Tolo Harbour （页面存档备份，存于） - hku.hk. 2017-04-10.
4. ↑  ScienceDaily （页面存档备份，存于） Pensoft Publishers. 2017, March 21. Retrieved April 11, 2017. （英文）
5. ↑  港首現攀樹蟹 全球新品種 以大埔「汀角」為名棲息紅樹林 （页面存档备份，存于） - 蘋果日報. 2017-04-10.

## 外部連結
- A New Species of Micro-mangrove Crab of the Genus Haberma Ng & Schubart, 2002 (Brachyura, Sesarmidae) from Hong Kong （页面存档备份，存于） - Species New to Science. 2017-03-23. （英文）
- Haberma tingkok Cannicci & Ng, 2017 （页面存档备份，存于） - ZooBank. （英文）
- 大埔紅樹林首發現識爬樹蟹仔 全球新品種 （页面存档备份，存于） - on.cc 東網. 2017-04-10.
- 本港紅樹林特有 港大發現攀樹蟹取名「汀角」 （页面存档备份，存于） - 成報. 2017-04-11.